# 平谷村 (徳島県)
平谷村（ひらだにそん）は、かつて徳島県那賀郡にあった村。

## 沿革
- 1889年（明治22年）10月1日 - 町村制施行に伴い海部郡平谷村、成瀬村、符殿村、丈ケ谷村、御所谷村、大殿村、白石村が合併し、中木頭村（なかぎとうそん）が発足。
- 1951年（昭和26年）1月1日 - 那賀郡の所属となり、名称を平谷村に改称。
- 1956年（昭和31年）9月30日 - 那賀郡宮浜村と合併し、上那賀村となり消滅。